# Jekatierina Korczagina-Aleksandrowska
Jekatierina Pawłowna Korczagina-Aleksandrowska ros.  Екатерина Павловна Корчагина-Александровская (ur. 11 grudnia?/23 grudnia 1874 w Kostromie, zm. 15 stycznia 1951 w Leningradzie) – rosyjska i radziecka aktorka teatralna i filmowa, Ludowy Artysta ZSRR.

## Życiorys
Urodziła się w rodzinie prowincjonalnych aktorów (pseudonim sceniczny Olginowie), już jako dziecko występowała na scenie. Pracowała w teatrach różnych miast (Archangielsk, Mohylew, Jelec, Tuła, Tambow, Iwano-Wozniesiensk). Od 1904 występowała w Petersburgu, najpierw w teatrze W.F. Komissarżewskiej (do 1907), potem w Teatrze Literaturno-Chudożestwiennowo Obszczestwa (do 1915) i w Teatrze Aleksandryńskim (obecnie Rosyjski Teatr Dramatu im. A.S. Puszkina). W swoim repertuarze posiadała około 500 ról. 
Była aktorką filmową - od 1923 wystąpiła w 16 filmach, m.in. reżyserowanych przez Aleksandra Iwanowskiego (np. "Komediantka").
Była deputowaną do Rady Najwyższej ZSRR I kadencji.

## Nagrody i odznaczenia
W 1936 otrzymała tytuł Ludowy Artysta ZSRR, była laureatką Nagrody Stalinowskiej w 1943. Otrzymała dwa Ordery Lenina i Order Czerwonego Sztandaru Pracy.

## Wybrana filmografia
- 1923: Komediantka
- 1925: Aero NT-54
- 1934: Burza jako Fiokłusza[2]
- 1935: Chłopi jako Matka[3]
- 1935: Aerograd
- 1938: Zwycięstwo